# Balls to the Wall
Balls to the Wall peti je studijski album njemačkog heavy metal sastava Accept. Diskografska kuća RCA Records objavila ga je 5. prosinca 1983. Jedan je od najpopularnijih albuma skupine.

## Popis pjesama
Tekstovi: Accept i Deaffy, glazba: Accept.
| 1. | »Balls to the Wall«                | 5:42 |
| 2. | »London Leatherboys«               | 3:57 |
| 3. | »Fight It Back«                    | 3:30 |
| 4. | »Head over Heels«                  | 4:19 |
| 5. | »Losing More than You've Ever Had« | 5:04 |

| B-strana | B-strana                | B-strana | B-strana | B-strana | B-strana | B-strana | B-strana | B-strana | B-strana |
| Br.      | Skladba                 | Trajanje |          |          |          |          |          |          |          |
| -------- | ----------------------- | -------- | -------- | -------- | -------- | -------- | -------- | -------- | -------- |
| 6.       | »Love Child«            | 3:34     |          |          |          |          |          |          |          |
| 7.       | »Turn Me On«            | 5:12     |          |          |          |          |          |          |          |
| 8.       | »Losers and Winners«    | 4:19     |          |          |          |          |          |          |          |
| 9.       | »Guardian of the Night« | 4:24     |          |          |          |          |          |          |          |
| 10.      | »Winter Dreams«         | 4:44     |          |          |          |          |          |          |          |
| 44:45    |                         |          |          |          |          |          |          |          |          |

## Zasluge
| Accept - Udo Dirkschneider – vokali - Wolf Hoffmann – gitara - Herman Frank – gitara - Peter Baltes – bas-gitara - Stefan Kaufmann – bubnjevi |  | Ostalo osoblje - Lou Austin – tonska obrada - Dieter Eikelpoth – fotografija - Jean Lessenich – dizajn - Michael Wagener – miksanje |